# Mandane brevicornis
Mandane brevicornis är en ringmaskart som beskrevs av Johan Gustaf Hjalmar Kinberg 1866. Mandane brevicornis ingår i släktet Mandane och familjen Spionidae. Inga underarter finns listade i Catalogue of Life.